# 잭 찰스

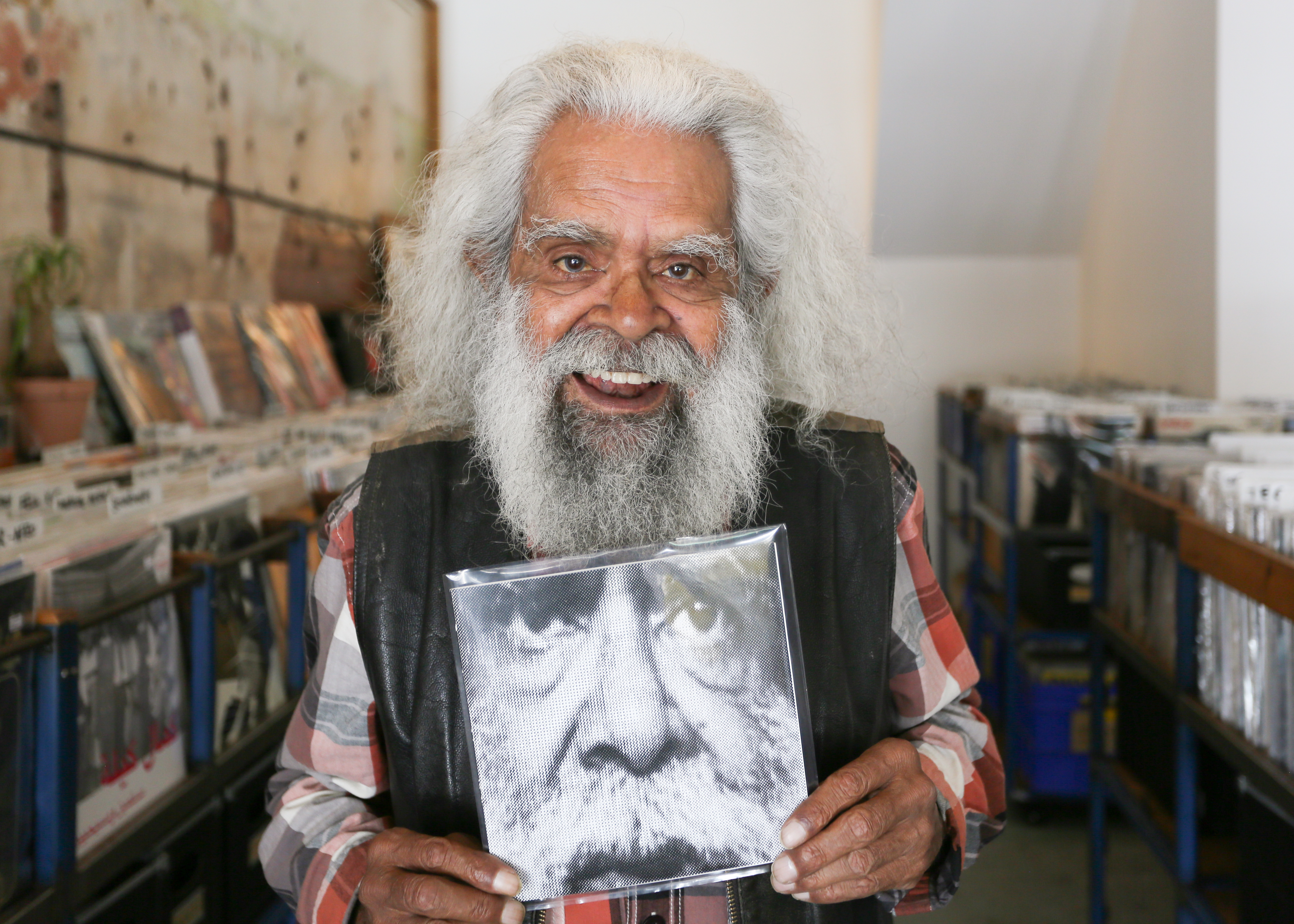

잭 찰스(Jack Charles, 1943년 9월 5일~2022년 9월 13일)는 오스트레일리아의 배우, 영화배우, 텔레비전 배우이다.

## 출연 작품

### 방송
- 클레버맨

### 영화
- 클레버맨(2016년)
- 팬(2015년) - 치프 역
- 더 다크사이드(2013년)
- 미스터리 로드(2013년)
- 최후의 만찬(2009년)
- 배스터디(2008년)
- 톰 화이트(2004년)
- 지미 블랙스미스(1978년)